# Bolesław Chomicz

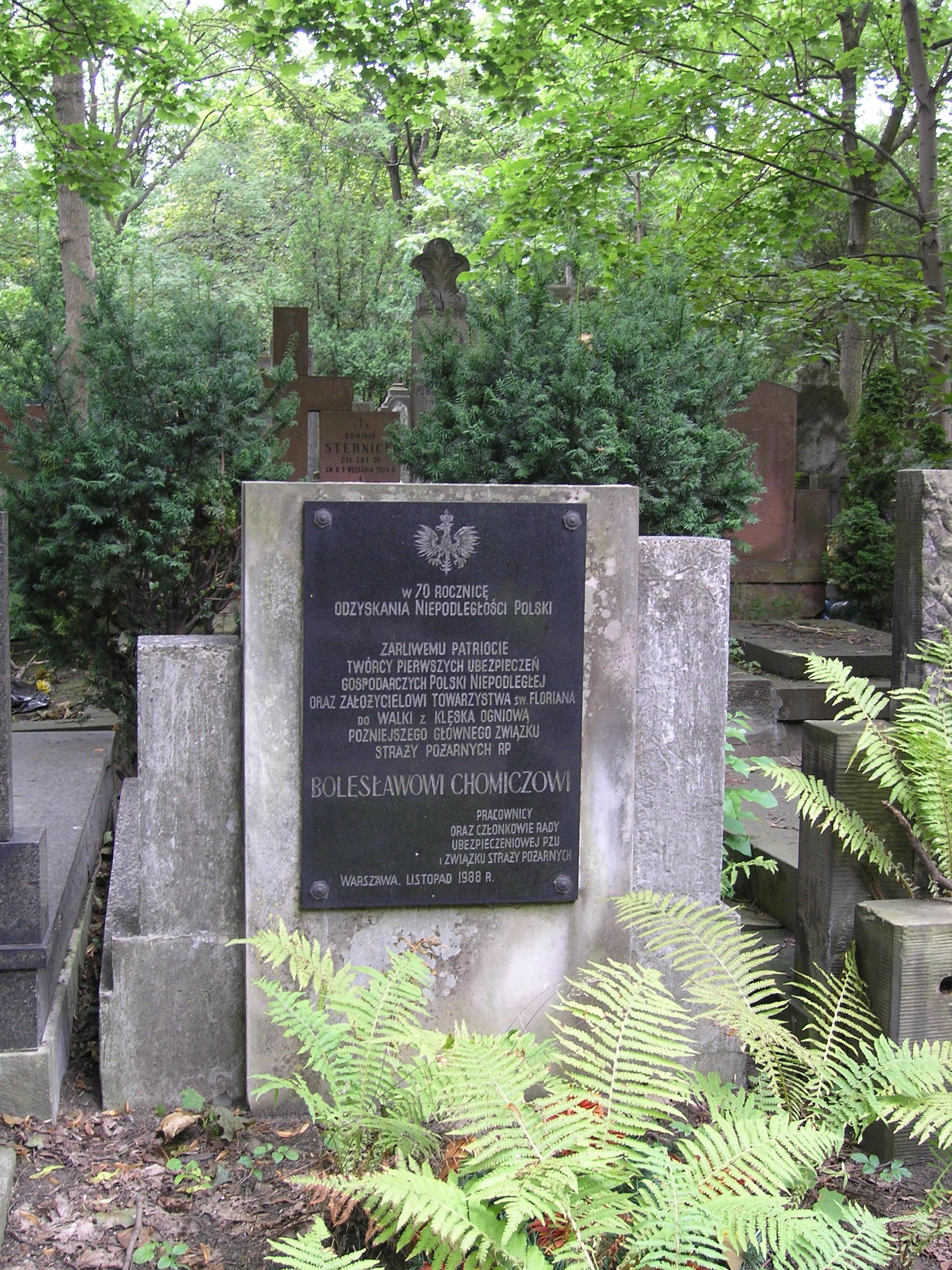
Grób Bolesława Chomicza na cmentarzu Powązkowskim w Warszawie

Bolesław Chomicz (ur. 27 maja 1878 w Jaroszówku k. Nowogródka, zm. 15 maja 1959 w Warszawie) – polski działacz społeczny, jeden z organizatorów polskiej straży pożarnej, adwokat i przedsiębiorca. Był stryjem grafika Witolda Chomicza.

## Życiorys
Urodził się 27 maja 1878 w Jaroszówku k. Nowogródka. Pochodził ze starego rodu, wywodzącego się z Wielkiego Księstwa Litewskiego. Jego rodzice mieszkali w Kijowie. Do szkoły średniej uczęszczał w Grodnie, gdzie rozpoczął działalność konspiracyjną. W 1901 ukończył studia na wydziale prawa Uniwersytetu Kijowskiego. Po studiach podjął pracę w Zarządzie Ubezpieczeń Wzajemnych Budowli od Ognia w Opatowie.
W 1905, za działalność propolską stracił pracę i został skazany przez władze rosyjskie na dwa miesiące więzienia. Po wyjściu na wolność pracował jako pedagog w Łodzi, pisując do „Ekonomisty” i „Zorzy”.
Od 1909 pracował w Warszawskim Towarzystwie Ubezpieczeń, które wysłało go na studia na wydziale administracyjnym politechniki w Akwizgranie oraz na praktykę do Paryża.
Po powrocie do Warszawy zajął się działaniami na rzecz usprawnienia służb pożarniczych. Organizował nowe jednostki Towarzystwa Ochotniczych Straży Pożarnych oraz pomagał w udoskonalaniu istniejących jednostek. Doprowadził do powstania „Przeglądu Pożarniczego” (grudzień 1912) i był jego redaktorem naczelnym do 1914. Współpracując z Józefem Tuliszkowskim, tworzył ruch strażacki niezależny od centralistycznej organizacji rosyjskiej. W 1916 został prezesem Związku Floriańskiego.
Po odzyskaniu przez Polskę niepodległości pracował nad zjednoczeniem ruchów strażackich z trzech zaborów. We wrześniu 1921 odbył się zjazd zjednoczeniowy, na którym powołano Główny Związek Straży Pożarnych RP. Bolesław Chomicz został jego pierwszym prezesem.
Po przewrocie majowym odszedł z pożarnictwa. Pracował jako adwokat. W 1928 zorganizował Komunalną Kasę Oszczędności powiatu warszawskiego.
We wrześniu 1939 brał udział w obronie Warszawy, w czasie której został ranny. Po wyzdrowieniu współtworzył Strażacki Ruch Oporu „Skała”. Podczas okupacji niemieckiej pełnił obowiązki prezesa konspiracyjnego Związku Ochotniczych Straży Pożarnych i organizował pomoc dla walczącego getta. W swojej rodzinnej podwarszawskiej miejscowości – Mysiadle – ukrywał Żydów.
Po II wojnie pracował nad reaktywacją Straży Pożarnych, był prezesem Zarządu Przymusowego Związku Straży Pożarnych RP. Nie zgadzając się na upolitycznienie straży, w grudniu 1947 wycofał się z działalności. W 1950 przejął kierownictwo rodzinnej firmy ogrodniczej i w Mysiadle założył szkółkę drzew owocowych.
Został pochowany na cmentarzu Powązkowskim (kwatera 217-1,2-10).

## Ordery i odznaczenia
- Krzyż Komandorski Orderu Odrodzenia Polski (2 maja 1923)[6][7]
- Złoty Znak Związku Ochotniczych Straży Pożarnych Rzeczypospolitej Polskiej (1921)
- Medal honorowy Straży Ogniowej (Medaille d'honneur des Sapeurs Pompiers – Francja) (1924)[8]

## Upamiętnienie
- W 1996 został ustanowiony Medal honorowy im. Bolesława Chomicza. Jest to odznaczenie cywilne, nadawane przez Prezydium Zarządu Głównego Związku Ochotniczych Straży Pożarnych RP za zasługi dla rozwoju i umacniania Związku OSP RP oraz Ochotniczych Straży Pożarnych[2].
- 12 września 2004 w 45. rocznicę śmierci Bolesława Chomicza odprawiono w Kościele Matki Boskiej Wspomożycieli Wiernych na warszawskiej Chomiczówce mszę świętą, w czasie której została odsłonięta poświęcona mu tablica pamiątkowa[9].
- 6 marca 2008 Zarząd Główny Związku OSP RP podjął uchwałę w sprawie ogłoszenia w ramach OSP roku „2008 – Rokiem Bolesława Chomicza”[2].